# Malapalud
Malapalud is een plaats en voormalige gemeente in het Zwitserse kanton Vaud. Voor 2008 maakte de gemeente deel uit van het toenmalige district Echallens. Op 1 januari 2008 werd de gemeente onderdeel het toen opgerichte district Gros-de-Vaud. Een jaar later werd Malapalud toegevoegd aan de veel grotere buurgemeentegemeente Assens.
Malapalud telt 70 inwoners.